# Ludwig Pfau
Ludwig Pfau, (teljes nevén Karl Ludwig  Pfau) (Heilbronn, 1821. augusztus 25. – Stuttgart, 1894. április 12.) német költő, író, újságíró, forradalmár.

## Életpályája
Egy kertész fiaként született. 1839 – 1840-ben Párizsban képzőművészetet és irodalmat, majd Tübingenben filozófiát tanult. 1847-ben Stuttgartban megindította az első német képes élclapot, az Eulenspiegelt. Pierre-Joseph Proudhon  hatása alá került, akinek a művét ő fordította németre. 1848-ban tagja volt a württembergi demokratikus tartományi gyűlésnek. A stuttgarti csonka parlament bukása után Pfau is külföldre menekült. In contumaciam 21 évi fegyházra ítélték. 
Előbb Svájcban, majd Párizsban, Brüsszelben, Antwerpenben és Londonban tartózkodott és csak az amnesztia után, 1863-ban tért vissza Stuttgartba, ahol hosszabb ideig szerkesztette a Beobachter című demokratikus lapot. 1877-ben ismét összeütközésbe került az államhatalommal és három hónapot töltött börtönben.

## Művei
- Gedichte, 1847
- Stimmen der Zeit. Vierunddreißig alte und neue Gedichte, 1848
- Sonette für das deutsche Volk auf das Jahr 1850, 1851
- Ein Beitrag zur Lösung der deutschen Frage, 1864
- Freie Studien, 1866
- Kunstgewerbliche Musterbilder aus der Wiener Weltausstellung, 1874
- Das preußische Regiment, 1877
- Kunst und Gewerbe, 1877
- Theokratisches Kirchenthum und autokratische Justiz. Ein Gotteslästerungs-Prozess vor dem Schwurgericht in Esslingen, 1977
- Historisch-philosophische Betrachtungen eines Reichswählers, 1881
- Ausgewählte Werke, 1884ff
- Zur Charakteristik des Herrn Lübke, 1884
- Der Pressprozess des "Staatsanzeiger für Württemberg" gegen Ludwig Pfau, 1885
- Politisches und Polemisches. Aus den nachgelassenen Schriften von Ludwig Pfau, hrsg. v. Ernst Ziel, 1895
- Ausgewählte Gedichte, hrsg. v. Ernst Ziel, 1898

### Újabb kiadás
- Ludwig Pfau: Ausgewählte Werke, hrsg. von Rainer Moritz. Tübingen u.a.: Silberburg-Verl., 1993

### Fordításai
- Pierre Lachambeaudie: Hundert Fabeln, 1856, 2. Aufl. 1863
- Pierre-Joseph Proudhon: Die Gerechtigkeit in der Revolution und in der Kirche, 1858
- Claude Tillier: Mein Onkel Benjamin, 1866, 2. Aufl. 1876

## Kitüntetései és elismerései
- Heilbronn díszpolgára (1891)